# Euxoa rufula
Euxoa rufula là một loài bướm đêm trong họ Noctuidae.